# Maximilian Hell
Maximilian Heil (født 15. maj 1720, død 14. april 1792) var en ungarsk-østrigsk astronom.
Hell trådte 1738 ind i Jesuiterordenen og blev 1755 direktør for det ny oprettede Universitets observatorium i Wien.
Hell redigerede Ephemerides astronomicæ 1757—93 og skrev deri talrige mindre, astronomiske afhandlinger. 1768 blev Hell sendt til Vardø på den danske stats bekostning for at observere Venuspassagen 3. juni 1769; han havde sit observatorium ved Hvalen og lod her opbygge to murbøjler til nærmere påvisning af landets hævning; disse er imidlertid forsvundne i begyndelsen af det 19. århundrede. Han blev optaget i Videnskabernes Selskab som udenlandsk ordentlig medlem 13. oktober 1769.
Dagbogen over rejsen til Vardø, ført af hans rejsekammerat pater Johann Sainovics, og Hells dagbog over observationerne af Venuspassagen og solformørkelsen 4. juni 1769 er
udgivne af C. L. Littrow i 1835. Et uddrag af Sainovics’ dagbog er i oversat og med anmærkninger af dr. Ludvig Daae meddelt i Norsk Historisk Tidsskrift 3. række, III, s. 114 ff.